# Rein Randver

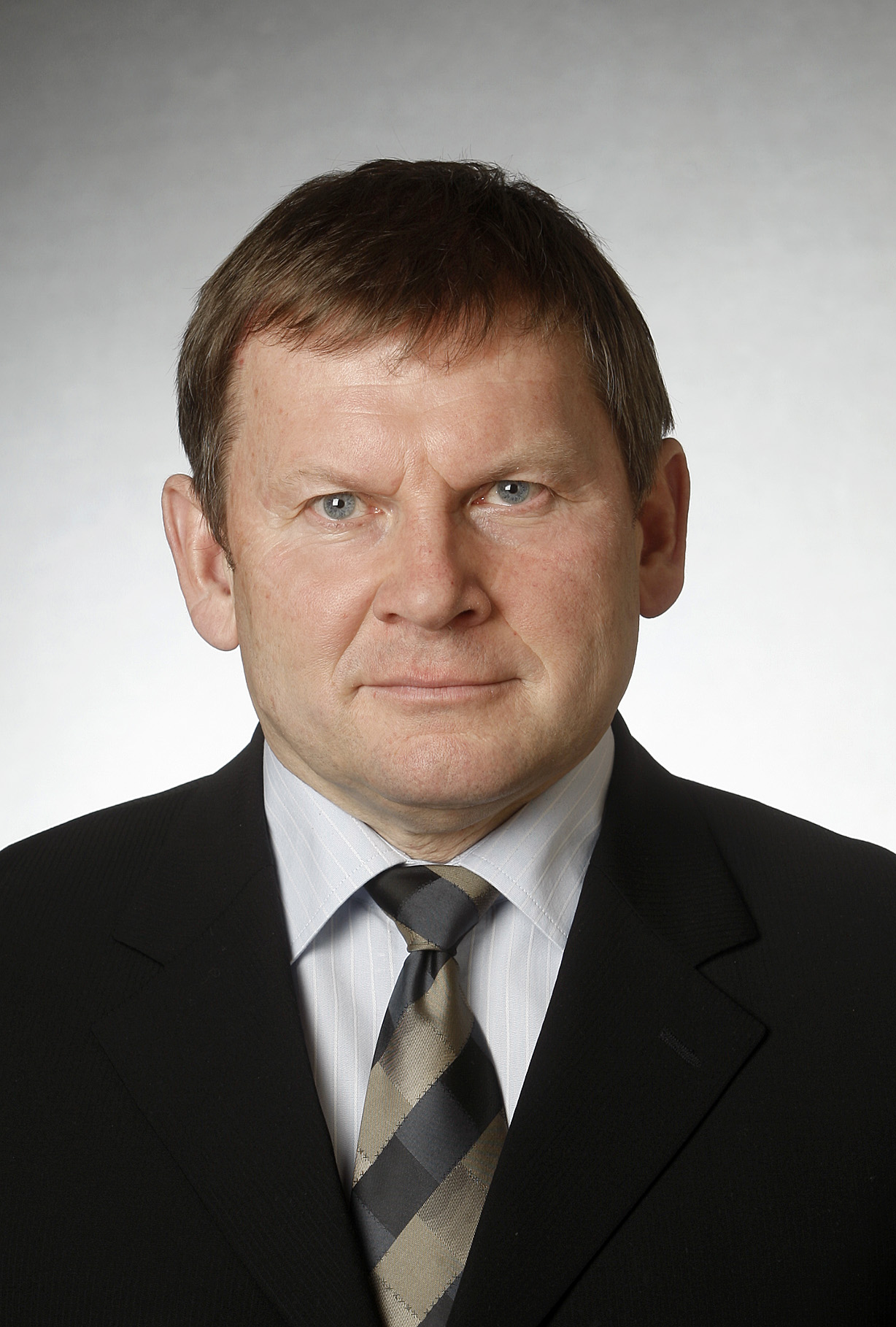
Rein Randver em 2011

Rein Randver (nascido em 24 de junho de 1956 em Lüllemäe) é um político estoniano. Foi membro do X, XII e XIII Riigikogu. De 2006 a 2007 foi Ministro do Meio Ambiente.
Ele foi membro da União do Povo da Estónia.